# Canton de La Haye-du-Puits
Le canton de La Haye-du-Puits est une ancienne division administrative française, située dans le département de la Manche et la région Basse-Normandie.

## Représentation

### Conseillers généraux de 1833 à 2015
| Période | Période          | Identité                         | Étiquette              | Qualité |
| ------- | ---------------- | -------------------------------- | ---------------------- | --- |
| 1833    | 1848             | Frédéric Rihouet                 | Majorité ministérielle | Conseiller-maître puis président de chambre à la Cour des Comptes, député (1831-1834, 1837-1848), président du conseil général (1844-1848) |
| 1848    | 1851 (démission) | Magloire Chanteux (1796-1853)    |                        | Médecin, maire de La Haye-du-Puits |
| 1851    | 1864             | Achille Goulhot de Saint-Germain | Bonapartiste           | Ancien sous-préfet, député (1849-1851), sénateur (1852-1870)                                                                               |
| 1864    | 1868 (décès)     | Adolphe Poret (1814-1868)        |                        | Médecin, maire de Denneville (1848-1857)                                                                                                   |
| 1868    | 1870             | Hervé Siméon Lempérière          |                        | Propriétaire, maire de Neufmesnil, ancien conseiller d'arrondissement                                                                      |
| 1871    | 1874             | Amédée Lavoisy                   |                        | Maire de Lithaire (1870-1888) |
| 1874    | 1898             | Édouard Tirel de la Martinière   | Droite                 | Conseiller d'État, député (1885-1893), maire de Vindefontaine (1880-1905), propriétaire du château des Galleries à Bricquebec              |
| 1898    | 1911 (décès)     | Charles Ducloux                  | Républicain            | Maire de La Haye-du-Puits |
| 1911    | 1919             | François Noël                    | Républicain            | Éleveur, directeur d'école d'agriculture, maire de Coigny                                                                                  |
| 1919    | 1928             | Olivier Quénault de la Groudière |                        | Industriel, propriétaire du château d'Omaiville, maire de Denneville                                                                       |
| 1928    | 1940             | Charles Delaunay                 | URD                    | Notaire, maire de La Haye-du-Puits (1927-1940)                                                                                             |
|         |                  |                                  |                        | |
| 1945    | 1973             | Jean-Baptiste Bertin             | Indépendant            | Cultivateur, maire d'Houtteville |
| 1973    | 1976 (décès)     | Louis Gamet                      | DVD                    | Commerçant, maire de La Haye-du-Puits |
| 1976    | 1992             | Jacques Lair                     | App. RPR               | Entrepreneur de menuiserie, maire de La Haye-du-Puits                                                                                      |
| 1992    | 2011             | Jacqueline Chanoni               | DVD                    | Secrétaire comptable, maire de Saint-Symphorien-le-Valois, vice-présidente du conseil général                                              |
| 2011    | 2015             | Jean Morin                       | DLR                    | Agent général d'assurance, conseiller municipal de La Haye-du-Puits, élu en 2015 dans le canton de Créances                                |

Avant les élections législatives de 2012, le canton participe à l'élection du député de la quatrième circonscription de la Manche, de la troisième après le redécoupage des circonscriptions.

### Conseillers d'arrondissement (de 1833 à 1940)
| Période                                  | Période      | Identité                            | Étiquette   | Qualité |
| ---------------------------------------- | ------------ | ----------------------------------- | ----------- | --- |
| 1833                                     | 1839         | M. Violette                         |             | Propriétaire à La Haye-du-Puits                                                                             |
| 1839                                     | 1848         | Hervé Siméon Lempérière (1810-1886) |             | Maire de Neufmesnil (1837-1884)                                                                             |
|                                          |              |                                     |             | |
| 31 déc.1911                              |              | Paul Callégari                      |             | Maire de La Haye-du-Puits                                                                                   |
|                                          |              |                                     |             | |
| 1919                                     | 1929 (décès) | Jean Haize                          |             | Maire de Saint-Symphorien-le-Valois, vice-président du syndicat des agriculteurs de la Manche               |
| 1929                                     | 1931         | Jacques Bagot                       | Républicain | Maire de Coigny                                                                                             |
| 1931                                     | 1940         | Léon Ovide                          | Républicain | Médecin |
| 1940                                     |              |                                     |             | Les conseils d'arrondissement ont été suspendus par la loi du 12 octobre 1940 et n'ont jamais été réactivés |
| Les données manquantes sont à compléter. |              |                                     |             | |

## Composition

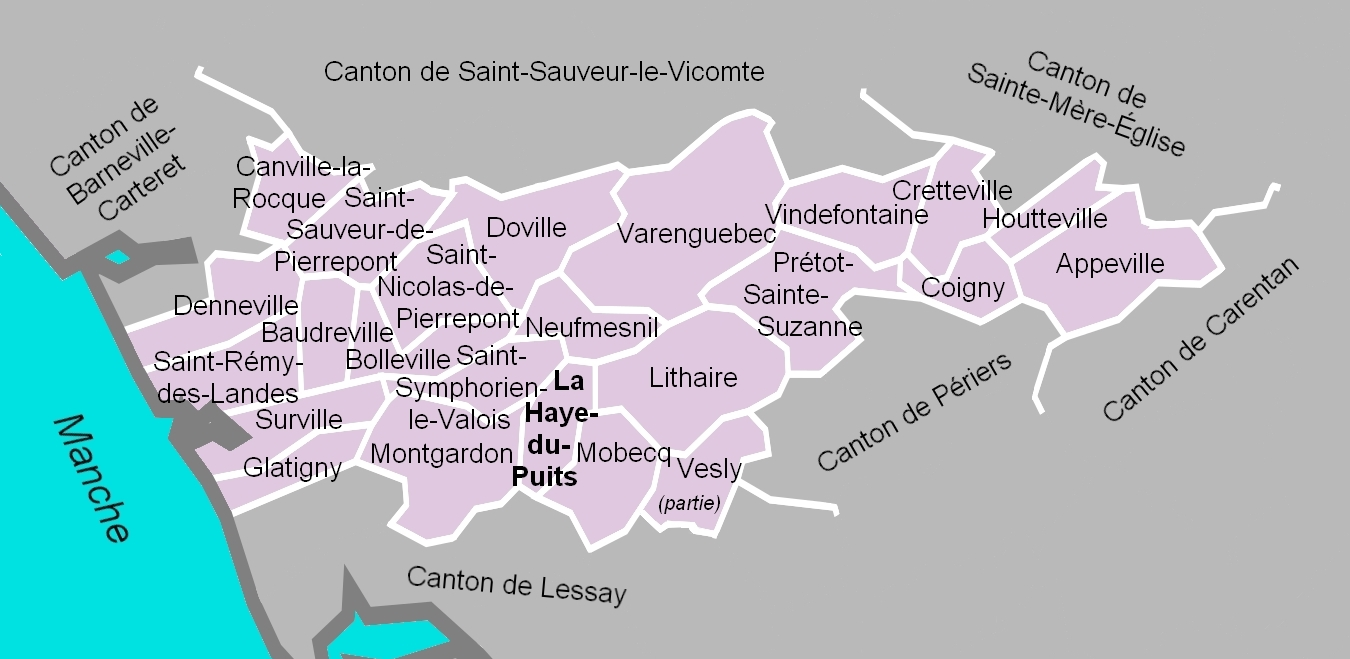
La carte des communes du canton, littoral de la Manche. Les cantons limitrophes étaient ceux de Barneville-Carteret, de Saint-Sauveur-le-Vicomte, de Sainte-Mère-Église, de Carentan, de Périers et de Lessay.

Le canton de La Haye-du-Puits comptait 8 040 habitants (population municipale) au 1er janvier 2012 et se composait d’une fraction de la commune de Vesly et de vingt-trois autres communes :
- Appeville
- Baudreville
- Bolleville
- Canville-la-Rocque
- Coigny
- Cretteville
- Denneville
- Doville
- Glatigny
- La Haye-du-Puits
- Houtteville
- Lithaire
- Mobecq
- Montgardon
- Neufmesnil
- Prétot-Sainte-Suzanne
- Saint-Nicolas-de-Pierrepont
- Saint-Rémy-des-Landes
- Saint-Sauveur-de-Pierrepont
- Saint-Symphorien-le-Valois
- Surville
- Varenguebec
- fraction de Vesly (Gerville-la-Forêt)
- Vindefontaine

À la suite du redécoupage des cantons pour 2015, les communes d'Appeville, Cretteville, Houtteville et Vindefontaine sont rattachées au canton de Carentan et les communes de Baudreville, Bolleville, Canville-la-Rocque, Coigny, Denneville, Doville, Glatigny, La Haye-du-Puits, Lithaire, Mobecq, Montgardon, Neufmesnil, Prétot-Sainte-Suzanne, Saint-Nicolas-de-Pierrepont, Saint-Rémy-des-Landes, Saint-Sauveur-de-Pierrepont, Saint-Symphorien-le-Valois, Surville, Varenguebec et Vesly à celui de Créances.

### Anciennes communes
Les anciennes communes suivantes étaient incluses dans le canton de La Haye-du-Puits :
- Omonville-la-Folliot, absorbée en 1812 par Denneville.
- Sainte-Suzanne-en-Bauptois, absorbée en 1958 par Prétot. En 1979, la commune prend le nom de Prétot-Sainte-Suzanne.

Le canton comprenait également une commune associée :
- Gerville-la-Forêt (anciennement Gerville jusqu’en 1939), associée à Vesly depuis le 1er janvier 1973. La particularité, non unique, de cette association est que les deux communes appartenaient à deux cantons différents : Vesly était dans le canton de Lessay.

Deux autres associations créées en 1973 ont depuis été dissoutes. Baudreville, Bolleville et Saint-Sauveur-de-Pierrepont se sont associées à Saint-Nicolas-de-Pierrepont. Baudreville quitte l'association en 1980 et Bolleville et Saint-Sauveur-de-Pierrepont en 1983. Canville-la-Rocque s'est associée à Denneville, avant de reprendre son indépendance en 1980.

## Démographie
| 1962 | 1968 | 1975 | 1982 | 1990  | 1999  | 2006  | 2011  | 2012  |
| ---- | ---- | ---- | ---- | ----- | ----- | ----- | ----- | ----- |
| -    | -    | -    | -    | 7 670 | 7 843 | 8 063 | 8 071 | 8 040 |